# 1952年度香港小姐競選
 1952年度香港小姐競選 （第4屆）由麗池花園夜總會、香港星系報業、泛美航空、卡她麗娜游泳服裝聯合舉辦，在香港島北角麗池花園夜總會舉行，是第3屆香港小姐競選於1948年完結及停辦近4年後，再次舉行香港小姐競選，本屆香港小姐復辦的主要原因是第一屆環球小姐競選將於1952年6月28日在美國加州長灘舉行，香港獲環球小姐主辦機構發出邀請派代表到當地參賽。因爲本屆的香港小姐冠軍可直接到美國代表香港出賽，所以1952年的港姐競選也迎來多項變革，包括報名參賽的要求大幅提高，賽程分爲便服、晚禮服及泳裝出場，在參賽資格及賽制方面都盡量與環球小姐競選銜接，所以第4屆香港小姐競選被認爲是香港首個與國際大型選美賽接軌的選美盛會，自本屆起舉行的香港小姐競選兼具選拔香港代表出選國際大型選美比賽的角色，香港小姐亦從此踏上國際舞台。

## 籌備
1952年香港小姐競選由4家機構聯合舉辦，包括在美國民航業位處領導角色的泛美航空公司，是首次有航空公司參與舉辦港姐競選，泛美也將會贊助本屆港姐冠軍飛往美國加州出席環姐競選。由於1952年度環球小姐競選定於6月下旬舉行，所以當香港小姐主辦方決定復辦港姐競選時，籌備工作需要盡速完成，務求在5月內選出香港小姐冠軍，以趕及前往美國參加將於6月舉行的環球小姐競選。第4屆香港小姐籌備委員會於4月初成立，開始制定參賽及遴選資格、編定賽程、邀請評判及訂立評分準則等工作。
4月17日，主辦環球小姐選美大賽的環球小姐總會從美國致電香港小姐籌備委員會。環球小姐主辦機構負責人杜勞德氏在談話中表示，香港決定派代表到美國參選環球小姐，為本屆環姐競選增輝不少，對他們籌辦環球小姐競選帶來很大的鼓勵，環球小姐主辦機構感到十分興奮，他又稱環球小姐的參賽佳麗來自世界各地，每個國家和各個民族的小姐都有她們的美態，雖然東亞佳麗在體型方面不及歐美佳麗高大，但體型較矮小的東亞佳麗是可以和較高大的歐美佳麗一樣漂亮，所以環球小姐的評選決不會只使用西方的審美眼光作為評選準則，因此香港小姐參選環姐是有奪獎的機會。

## 招募及參賽資格
由於本屆的參賽資格需要與環球小姐競選的標準接軌，因此報名參賽的資格比過往3屆港姐競選大幅提高，年齡限制於18至28歲，必須具有良好品德，優美身材和健康體魄，並且需要報告個人背景及職業，以往的港姐競選不乏個人背景比較復雜的舞廳舞女參賽，自本屆起為提升選美的形象，以滿足參加國際性選美大賽及到海外推廣香港的需求，故此大會謝絕這類風塵女子參賽。
1952年4月1日，《工商晚報》首次刊出一則招募香港小姐的新聞，首段是「親愛的小姐們，你們可曾想過免費遊美國，要當起世界大明星？」又提到泛美航空等美國公司正與香港的熱心人為貌美的香港女子締造成功機會。這則新聞不但邀請女士們參加香港小姐，還列出參賽的資格，並指出參賽章程是根據即將在美國舉行的環球小姐競選而制定的。參賽的小姐需要年齡介乎18至28歲，良好品德、體格健美，但婚姻狀況不拘，不管是未婚、已婚或已離婚，是否職業女性都可參加。不過必須身家清白，還要有兩位具聲望的香港居民做提名人，確保參賽者有良好聲譽。報導中又羅列多項參賽條件，包括必須準時出席選美會的各項活動，香港小姐主辦機構有權為佳麗拍攝宣傳照，當選香港小姐的佳麗只可穿著合作主辦機構「卡她麗娜」品牌的泳衣供傳媒拍照，並且不可在未經環球小姐主辦方的批准下，與其他商業機構簽署合約，也不得使用個人照片為其他商業機構宣傳。當選香港小姐後，將會獲安排前往美國參加環球小姐，機票及食宿由主辦方提供，參賽成績如在首5名之內，更有機會獲環球影業邀請簽署為期不短於6個月的演員合約，月薪最少1,000美元。有意參賽者可到星系報業公司或麗池花園夜總會報名。
4月5日下午，香港小姐籌備委員會在中環畢打街的香港大酒店天台花園舉行記者招待會，講解參賽資格及賽程規劃，多位主辦人包括泛美航空經理柯地路、麗池夜總會經理李裁法等人，都有出席記者會。記者會主持人表示第一屆環球小姐定於6月22日舉行，本屆香港小姐將會選出排名首五位的佳麗，而位列第一及第二名的佳麗將會成為環球小姐香港代表的正選及副選，並優先由正選代表香港出賽，又提到已有約30個國家計劃派出代表參選本屆環球小姐。主持人在記者會上表示18至28歲的華裔女子，不論是否未婚及是否在職，都可報名參選本屆香港小姐，雖然本屆港姐將會代表香港到美國參加環球小姐，但不要求參賽者必須操流利英語，又提到報名時需要準備兩張3吋半的個人近照。
4月20日，香港小姐籌備委員會表示已印製好香港小姐報名表，可在北角麗池花園夜總會或中環香港大酒店索取。由於報名參加香港小姐的反應十分踴躍，因此大會增設電話查詢服務，有意報名者可致電34979或35100，查詢報名參加香港小姐的事宜。大會又表示香港小姐截止報名日期定於4月30日，5月選出香港小姐，6月啟程到美國出選環球小姐，而今次是香港女子到美國增廣見聞的大好機會，泛美航空將會免費接載環球小姐香港代表到美國參賽，在美國的住宿及飲食將由環球小姐主辦機構全部承包，香港小姐大會亦會為出選環球小姐的香港代表提供贊助。
雖然本屆香港小姐的參賽資格較以往三屆大爲提高，但因爲本屆港姐冠軍可獲保薦到美國出選環球小姐，報名人數反而比以往三屆顯著增加，報名參賽反應熱烈。本屆港姐要求參賽者身家清白，參賽者需要如實報告個人背景及職業，所以背景較為複雜的舞廳舞女於本屆港姐競選絕跡，本屆參賽者多為從事白領工作的職業女性，包括文員、秘書及打字員，也有航空公司的空姐及地勤，亦有電台歌手、電影演員及書院女生，更有名門淑女、星二代報名參賽。本屆港姐競選共有48人入選初賽，但初賽當日有9人退出，故此有39位佳麗於初賽出場。5月2日起舉行的三場初賽，將選出21位入圍複賽的佳麗，同時讓佳麗累積出場經驗，並從中練習步法、儀態和姿勢。

## 比賽流程及評判

### 賽程
本屆港姐競選比1946年第一屆至1948年第三屆的賽程複雜得多，之前三屆只有一場泳裝環節，本屆港姐則分為初賽、複賽及決賽，各有三個環節，分別需要穿上便服、泳裝及晚禮服，賽事分7晚舉行，由初賽到決賽，佳麗共要賽9個回合，才有機會加冕冠軍后冠。
初賽：第一場（5月2日）便服、第二場（5月6日）晚禮服、第三場（5月11日）泳裝。
復賽：第一場（5月16日）便服、第二場（5月20日）晚禮服、第三場（5月25日）泳裝。
決賽：（5月30日）同一晚舉行泳裝、便裝及晚禮服環節。

### 評判團
本屆香港小姐競選參照環球小姐的方式，評判團由5人組成，評判員全為女性，均為在香港有聲望人士之夫人，她們分別是法國駐港總領事布桑夫人、副按察司夫人、大律師亞利孖打夫人、旅港美商羅拔遜夫人，以及香港攝影學會杜紹鴻醫生之夫人，組成評判團的5位夫人當中有4位是西方人，只有杜紹鴻醫生的夫人是華人。

## 初賽
初賽分3天舉行，佳麗在初賽需要出場3次，分別是5月2日（星期五）的便服、5月6日（星期二）的晚禮服及5月11日（星期日）的泳裝，各佳麗在每個環節都需要在舞台上繞場一周供評判評分。

### 初賽佳麗名單
在初賽出場的39位佳麗名單：
（2）朱梅麗、（3）王瑜、（4）楊婍華、（5）鍾珍妮、（6）鄧南莊、（7）段嫻慈、（8）周金生、（9）王美齡、（10）鄭蕾、（11）黃美梨、（12）袁惠芳、（14）白志偉、（16）梁美玲、（17）陳慧容、（19）鄧秀蘭、（20）鍾薇芬、（21）王琳達、（22）王一雁、（23）但茱迪、（25）金牡丹、（26）李美梅、（27）李倩、（28）林陶樂珊、（29）林珠迪、（31）畢寶瓊、（32）梁萍、（33）金芙銘、（34）許露茜娜、（35）鄧美保、（36）黃菲菲、（37）楊碧玉、（38）梁黛莉、（39）李懿碧、（41）文瑩、（42）吳泳江、（43）黃颢芳、（46）歐陽靖、（47）黃新蘭、（48）陳寶蓮

### 初賽賽程
5月2日便服及5月6日晚禮服的賽事入場券分為用餐及不用餐兩種，前者25港元、後者12港元。在5月11日舉行的泳裝環節分為特等座及普通座，前者10元、後者3元5角。
5月2日晚上10時，香港小姐競選在麗池花園夜總會舉行的初賽，共有有39位穿著時裝出席。當晚傳媒雲集，最少有40多位中外記者到場採訪，影片公司派員拍攝紀錄片，而電台麗的呼聲則向聽眾直播選美情況。麗池花園夜總會在游泳池的中央搭建舞台供佳麗展示儀態。
5月6日晚舉行的初賽第二場是晚禮服環節，共有31位佳麗出場，28位穿著西式禮服、3位穿著旗袍。
5月11日下午3時30分在麗池花園夜總會的露天游泳池舉行初賽泳裝環節。由於1948年的第三屆港姐競選有大批觀眾為了一睹佳麗的芳容而爭相往游泳池推擠，不但導致佳麗無法完成繞場一周，有人更差點被推擠到跌落水。這次大會吸取了1948年度港姐競選在泳池舉行時曾經發生秩序大亂的經驗，因此在本屆港姐舉行泳裝環節的露天游泳池上，搭建天橋及舞台，佳麗們可在較高的位置繞場及展示儀態，讓全場觀眾都可以清楚觀賞佳麗的芳容及風采。泳裝初賽的入場券分為20港元及10港元兩種，大會還在事前為所有出賽佳麗拍照，編印成《羣芳譜》，並在圖冊上附上佳麗的參賽編號及基本資料。《羣芳譜》於泳裝初賽當日在會場出售，每冊1港元，觀眾可於佳麗出場時，透過現場廣播查閱佳麗的資料。泳裝初賽當日有2000多人購票入場觀賽，另有過萬名市民在游泳池的會場外圍觀。為免發生意外，大會呼籲觀眾盡量避免帶同兒童一起觀賽，香港警方也應大會要求派30餘名警員到場協助維持秩序，聖約翰救傷隊亦到場候命。大會在泳裝初賽謝絕一般觀眾攝影，只有佩戴大會襟章的傳媒記者可在場拍攝。

## 複賽
經過3輪初賽後，記者形容體態不夠健美或者儀態不濟的佳麗都被淘汰了，晉級複賽的佳麗都勢均力敵，暫時難分高下。

### 入圍複賽佳麗名單
入選複賽的佳麗共有21位：
朱梅麗、王瑜、楊綺華、鄧南莊、周金生、王美齡、鄭蕾、黃美梨、袁惠芳、王琳達、但茱迪、李美梅、李倩、林陶樂珊、林茱廸、畢寶瓊、梁萍、許露茜娜、黃菲菲、李懿碧、歐陽靖

### 天主教學校開除參賽佳麗學籍
雖然1952年度香港小姐競選已是香港第四次選舉香港小姐，本屆又是為甄選環球小姐香港代表而舉辦，在國際民航業界具有聲望的泛美航空也參與主辦，香港社會對復辦港姐競選也反應正面，女性參加選美的風氣亦漸漸形成，報名反應頗為熱烈，但部分宗教團體對女性選美活動仍抱持反對態度，天主教香港教區在《公教報》發表社論，猛烈抨擊參加香港小姐是道德的損失。其中一位正於天主教中學唸書的女學生周愛麗斯，她化名周金生報名參加香港小姐競選，但在初賽出場後被認出是天主教中學的女生，因為其所就讀的天主教中學反對女性選美活動，她被校方開除學籍，引發「周金生風波」，經家長交涉及教育司署介入後，雙方達成妥協，周金生同意退賽，校方恢復她的學籍。

### 複賽賽程
複賽第一場在5月16日舉行，這場便服複賽。佳麗先各自出場展示儀態，然後全部佳麗再次出場並繞場一周。
複賽第二場在5月20日舉行，這場是晚禮服複賽。既有佳麗穿著旗袍出場，也有佳麗穿著西式晚禮裙，部分晚禮服更採用低胸設計。
複賽第三場在5月25日舉行，這場是泳裝複賽。這次泳裝複賽座位分為三等，前座12元、中座6元、後座3元5角，並且在5個地點預售。由於之前的初賽泳裝環節在午後3時30分開始，當日陽光猛烈，天氣炎熱，有觀眾投訴在曝曬下觀賽並不好受，所以大會將複賽第三場泳裝環節，延後至傍晚6時30分開始（標準時間是5時30分，而且因為時值夏季，仍是在日照下舉行），並且在觀眾席的上方架設帳篷，為觀眾遮擋艷陽的陽光，可是今次舉行泳裝環節時卻遇上下雨天，不但影響到觀眾觀賞賽事，佳麗在台上演出的表現也受到影響。泳裝複賽有18位佳麗出場，林陶樂珊及周金生退賽，沒有在泳裝環節出場。

### 入圍決賽佳麗名單
在初賽及複賽出場6次後，原本在初賽出場的39位佳麗，到複賽剩下21位，並且僅有當中的5位可晉身決賽，但在複賽第三場泳裝回合於5月25日晚完結後，香港小姐大會並沒有立即宣布入圍決賽的5人名單，而是將入圍決賽的名單交由新聞傳媒公佈，故此參加複賽的佳麗們要到5月26日早上，才能夠從報紙及廣播電台的報導得知自己是否入選決賽。報紙在26日早上刊登入選決賽的5位佳麗名單，分別是李美梅、李懿碧、但茱廸、許露茜娜和王瑜。
5位入選決賽的佳麗及傳媒評論：
| 號碼 | 姓名     | 年齡 | 傳媒評論                                              |
| ---- | -------- | ---- | ----------------------------------------------------- |
| 3    | 王瑜     | 28   | 明媚照人。閩候人，就讀於協恩中學。                    |
| 23   | 但茱迪   | 21   | 身高5尺5吋。原籍上海，長於華南。具有風姿的少女。      |
| 26   | 李美梅   | 23   | 身高5尺5吋，體重120磅。生於北平，身段健美，儀態萬千。 |
| 34   | 許露茜娜 | 18   | 籍貫湖北，成長於華南，有熱女郎職稱。                  |
| 39   | 李懿碧   | 21   | 身高5尺3吋，體重103磅。系出香港名門，體態輕盈。       |

## 決賽

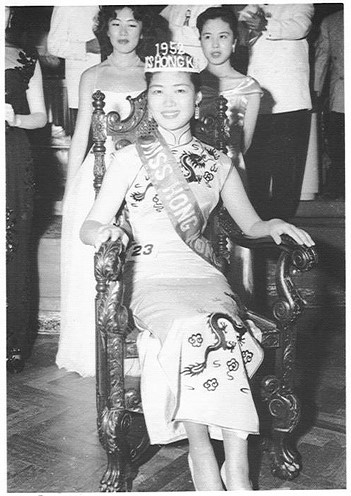
坐在寶座上的1952年港姐冠軍但茱迪

決賽於5月30日晚上10時正舉行（香港當時實施夏令時間，故此各項時間都比標準時間快1小時，標準時間是9時正），賽事分為三個環節，佳麗先穿著泳裝出場，然後是便服，最後是晚禮服。當晚有千餘位現場觀眾，麗池夜總會從法國請來兩位舞蹈家到場表演。
決賽的表演至午夜12時許才告結束。最後結果揭曉前，李美梅被認為是大熱門，有人落注1,000港元賭李美梅勝出；王瑜的支持者亦大不乏人。凌晨12時30分（標準時間5月30日晚上11時30分），泛美航空公司代表宣讀評判團給予5位決賽佳麗的評分。
5位決賽佳麗的名次及評分：
| 名次 | 姓名     | 年齡 | 分數 |
| 1    | 但茱迪   | 21   | 87   |
| 2    | 李懿碧   | 21   | 70   |
| 3    | 李美梅   | 23   | 56   |
| 4    | 王瑜     | 28   | 55   |
| 5    | 許露西娜 | 18   | 42   |

### 頒獎及加冕儀式
大會今次為香港小姐冠軍準備了加冕時的寶座及一頂上面有「1952 MISS HONG KONG」裝飾的后冠。經過初賽、複賽及決賽，23號佳麗但茱迪獲選為冠軍，並由王正廷博士加冕為1952年度香港小姐冠軍。第二至第五名分別是亞軍李懿碧、季軍李美梅、殿軍王瑜、第五名許露西娜，也獲頒發「MISS HONG KONG 1952」錦帶，但錦帶的顏色和冠軍有別，冠軍但茱迪的香港小姐錦帶是紅色底、白色字，第二至第五名是白色底、紅色字。但茱迪於6月2日上午在美國環球影片的香港辦公室簽署參加1952年環球小姐選美大賽的合約，確認在6月底代表香港出選環球小姐。

## 賽後傳媒評論
但茱迪勝出1952年度香港小姐競選被部分媒體記者認為是爆冷的賽果。但茱迪是電影導演但杜宇與電影女星殷明珠的幼女，屬於「星二代」，不過當演員的母親最初是反對女兒報名參加港姐，但茱迪是瞞著父母報名參賽。但茱迪在初賽表現平平，在複賽才漸露頭角，但仍不算是大熱門，不過她在決賽當晚卻有出乎意料的表現，有觀眾認為但茱迪在決賽的最後一個回合，晚禮服環節，她選擇穿著一件刺繡兩條鳥龍的黃色旗袍出場，盡顯濃厚的東方情懷，對她在激烈競爭中脫穎而出，最終奪得冠冕是大有助益，有傳聞稱這件旗袍是出自她父親但杜宇之手。
入圍決賽的名單公佈後有評論稱但茱迪扁鼻，在晉級決賽的5位佳麗中，她的面部輪廓偏平不突出，不是香港小姐的大熱門。對於但茱迪在決賽爆冷當選，賽後有評論認為這可能出於西方人與華人在審美眼光的差異，估計是因為組成本屆香港小姐競選評判團的5位夫人之中，有4位是西方人，只有1位是華人，傳媒猜測因為在西方人眼中華人女性普遍是扁鼻的，西方人評判員或者會認為這是一種「東方美」，因而產生在華人眼中被認為是爆冷的賽果。